# بيوي أبيض الحنجرة
بيوي أبيض الحنجرة (الاسم العلمي:Contopus albogularis) (بالإنجليزية: White-throated Pewee)‏ هو نوع من الطيور يتبع جنس البيوي من فصيلة عصافير الملك.